# سي++03
يشير C++03 إلى الإصدار المعرف وفق المعيار ISO/IEC 14882:2003 من لغة البرمجة ++C.
كان هذا الإصدار بديلًا للإصدار C++98، والذي كان أول إصدار عالمي لهذه اللغة. وكان هذا الإصدار به إصلاحات لعدة عيوب طفيفة موجهة إلى منتجي المترجمات ولم يقدم الإصدار أي جديد بالنسبة للمبرمجين بالمقارنة مع الإصدار السابق.